# Zofia Jabłonowska
Zofia Jabłonowska  herbu Grzymała, primo voto Skarbkowa, secundo voto Fredrowa (ur. 10 maja 1798, zm. 1 listopada 1882) – hrabianka, starościanka korsuńska, współdziedziczka zamku kamienieckiego i dóbr odrzykońskich oraz Korczyńskich.

## Życiorys
Była córką Józefa Jabłonowskiego herbu Grzymała, starosty korsuńskiego i wiślickiego i Marianny z domu Świdzińskiej, kasztelanki radomskiej, córki Michała Świdzińskiego herbu Półkozic.
W wieku piętnastu lat została wydana za mąż za starszego o osiemnaście lat hrabiego, Stanisława Skarbka herbu Awdaniec (1780–1848), jednego z najbogatszych ludzi w Galicji.
W roku 1817 poznała we Lwowie, gdzie mąż jej był fundatorem teatru, komediopisarza Aleksandra Fredrę (1793–1876), który się w niej zakochał z wzajemnością od pierwszego wejrzenia.
Aleksander nie był akceptowany ani przez matkę Zofii ani przez jej czterech braci, którymi byli:
- Franciszek Jabłonowski (zm. 1831) – ożeniony z Elżbietą Bratkowską,
- Kazimierz Jabłonowski – właściciel Dubanowicz, ożeniony z Katarzyną Bratkowską,
- Ludwik Józef Jabłonowski (zm. 1842) – oficer 5-go pułku ułanów WP, ożeniony z Franciszką Włodek,
- Leon Jabłonowski (zm. 1844) – ożeniony z Cecylią Fredrówną, dziedzic dóbr odrzykońskich, Bratkówki i Krościenka Wyżnego.

9 listopada 1828, po dziesięcioletnich staraniach o uzyskanie rozwodu, zawarła związek małżeński z Aleksandrem Fredrą w kościele w Korczynie, a wesele odbyło się w Krościenku Wyżnym koło Krosna.
Mieli syna Jana Aleksandra Fredrę, który podobnie jak ojciec był komediopisarzem, i córkę Zofię Ludwikę Cecylię Fredrównę (1837–1904), malarkę i pisarkę, którą poślubił Jan Kanty Szeptycki, stając się właścicielem dóbr korczyńskich.
Zofia Szeptycka była matką m.in. metropolity greckokatolickiego Andrzeja Szeptyckiego, Stanisława Szeptyckiego, generała Wojska Polskiego, ostatniego rezydenta w rodzinnych dobrach odrzykońskich i korczyńskich i Klemensa Szeptyckiego MSU, błogosławionego Kościoła katolickiego.